# 迪滕海姆米爾巴赫河
49°03′35″N 10°49′16″E / 49.05979°N 10.82113°E
迪滕海姆米爾巴赫河（德語：Dittenheimer Mühlbach），是德國的河流，位於該國東南部，由巴伐利亞負責管轄，該河流屬於阿爾特米爾河的右支流，河道全長3.8公里。